# Гальен, восстановленный в своих правах
«Гальен, восстановленный в своих правах» — французская эпическая поэма, примыкающая к «Королевской жесте» и «Жесте Гарена де Монглана». Её главный герой — внебрачный сын Оливье, паладина Карла Великого.
Поэма сохранилась в так называемой Челтенхэмской рукописи, написана двенадцатисложным рифмованным стихом, насчитывает 4911 строк. В рукописи есть смысловые пропуски, которые в первом издании (1890) восстановлены по ранним прозаическим пересказам.

## Содержание
По содержанию поэма является продолжением «Паломничества Карла Великого в Константинополь и Иерусалим». Поэма снабжена пространной экспозицией, напоминающей предполагаемой аудитории об основных событиях предыдущей поэмы.
От связи Оливье и византийской принцессы Жаклины появляется на свет мальчик, которому дали имя Гальен. Он растет при византийском императорском дворе и долго не знает, кто его отец. Он узнаёт об этом от матери, которая сначала хотела это скрыть от сына, и решает отправиться на поиски Оливье. Его полное приключений путешествие в Европу описано довольно подробно. Он находит отца накануне битвы под Ронсевалем. Происходит их взаимное узнавание. Затем описывается битва и героическая гибель Оливье и Роланда. Гальен тоже принимает участие в сражении и мстит сарацинам за смерть отца.
Поэма кратко пересказывает и «Песнь о Роланде», воспроизводя её основные эпизоды (выбор Ганелона в качестве посла, эпизод с рогом Роланда, разгром сарацин, суд над Ганелоном).

## Переработки
«Гальен» получил огромную популярность в прозаических пересказах, издававшихся вплоть до середины XIX века. Именно благодаря этим пересказам сюжет «Песни о Роланде» был известен в Европе в Новое время (сама поэма о Роланде была вновь открыта лишь в XIX веке).

## Издания
- Galiens li Restores, Schlusstheil des Cheltenhamer Guerin de Monglane unter Beifügung sämmtlicher Prosabearbeitungen zum ersten Mal veröffentlicht von E.Stengel. Marburg, 1890.
- Le Galien de Cheltenham édité par D.M.Dougherty et E.B.Barnes. Amsterdam, 1981.